# Cayetano Rodríguez Beltrán
Cayetano Rodríguez Beltrán (Tlacotalpan, Veracruz, México; 24 de septiembre de 1866 - Xalapa, Veracruz, México; 16 de junio de 1939) fue un escritor y periodista mexicano, miembro correspondiente de la Academia Mexicana de la Lengua.

## Biografía
Cayetano Rodríguez Beltrán nació el 24 de septiembre de 1866 en Tlacotalpan, Veracruz.  Fue director del Colegio Nacional de Xalapa, actual colegio preparatorio de Xalapa de 1918 a 1926, y de 1929 a 1934.  Fue colaborador de El Correo de Sotavento, México Intelectual, El Mundo Ilustrado, Don Quijote, y El Mundo, de La Habana, así como también fue director de La Idea Liberal, órgano del partido político "Gómez Farías". Fue miembro correspondiente de la Academia Mexicana. Ejerció además distintos oficios entre los que destacan el de maestro, tenedor de libros y empleado público.
Usó los seudónimos de "Licenciado Vidriera", el cual usó para firmar artículos periodísticos, y el de "Onateyac", anagrama de su nombre, con el cual firmó algunos de sus libros, acompañando su nombre.
Murió el 16 de junio de 1939 en Jalapa (actualmente Xalapa), Veracruz.

## Obra
Cayetano Rodríguez Beltrán escribió cuento, novela, artículos de costumbres, divagación filosófica, ensayos y artículos políticos.  Se complacía en la descripción del paisaje y de los tipos nativos, como una continuación de su primera vocación, que fue la de pintor. Su obra literaria se le considera realista, costumbrista, regionalista, más no naturalista. Fue discípulo de José López Portillo y Rojas, Emilio Rabasa y Rafael Delgado, y su obra fue influenciada por la de José María de Pereda. En 1905 publicó Cuentos costeños, con un prólogo muy elogioso de José López Portillo, quien le otorga el título de costumbrista. Escribió solo dos novelas, Pajarito y Un ingenio, ambas encuadradas dentro del realismo conservador de López Portillo y que se caracterizan por carecer de una estructura adecuada, de una historia viva y de personajes de tres dimensiones.  En Pajarito la trama se desarrolla en torno del personaje Dionisio Reyes, también llamado "Nicho", a quien también apodan por aquel nombre que da título a la novela. La novela presenta una gran falla: su personaje principal carece de rasgos psicológicos bien definidos, al igual que los otros personajes, quienes carecen de hondura, valor y construcción psicológica, defecto común en los escritores realistas españoles y mexicanos. Sin embargo, los personajes mejor trazados son aquellos de las clases populares en donde la novela acontece mientras que el ambiente es detallado minuciosamente.  Además, el autor deja un testimonio valuable del habla popular de la región de especial interés para los filólogos e incluye elementos folklóricos al registrar sones veracruzanos y coplas, incluyendo la letra de La bamba.
Como parte de su labor literaria se destaca también por haber dado a conocer la obra de la poeta Josefa Murillo en 1899, en un homenaje póstumo.

## Obras

### Cuento
- Una docena de cuentos (1900)
- Perfiles del terruño (1902)
- Cuentos costeños (1905)
- De mi heredad (1906)
- Cuentos y tipos callejeros (1922)

### Ensayo
- Atrevimientos... ¿literarios? (1900)

### Novela
- Pajarito (1908)
- Un ingenio (1919)

### Compilación
- Homenaje a la inspirada poetisa tlacotalpeña Josefa Murillo (Imp. de la Reforma, 1899)